# Jiang Yanjiao
Jiang Yanjiao (chinesisch 蒋燕皎; * 26. Juni 1986 in Changzhou, Volksrepublik China) ist eine chinesische Badmintonspielerin.

## Erfolge
Jiang Yanjiao gehört zur neuen Generation von Weltklassespielerinnen aus dem Reich der Mitte. 2002 gewann sie die Juniorenweltmeisterschaft im Dameneinzel, zwei Jahre später die Junioren-Badmintonasienmeisterschaft. 2005 wurde sie chinesische Meisterin. 2007 und 2008 siegte sie bei der Badminton-Asienmeisterschaft. Mit dem chinesischen  Uber-Cup-Team wurde sie 2006 und 2008 Mannschaftsweltmeisterin. Trotz dieser Erfolge wurde sie 2008 nicht für Olympia nominiert, da die Startplätze pro Land auf drei limitiert waren und anderen Spielerinnen der Vorzug gegeben wurde.